# Hierococcyx
Hierococcyx és un gènere d'ocells de la família dels cucúlids (Cuculidae). Es distribueixen al sud, sud-est i est asiàtic.

## Taxonomia
Segons la Classificació del Congrés Ornitològic Internacional (versió 14.2, 2024) aquest gènere està format per 8 espècies:
- cucut esparverenc fosc (Hierococcyx bocki).
- cucut fugisser (Hierococcyx fugax).
- cucut de la Xina (Hierococcyx hyperythrus).
- cucut xiulador (Hierococcyx nisicolor).
- cucut de les Filipines (Hierococcyx pectoralis).
- cucut esparverenc gros (Hierococcyx sparverioides).
- cucut mostatxut (Hierococcyx vagans).
- cucut xikra (Hierococcyx varius).